# Актумсык
Актумсык (каз. Ақтұмсық) — село в Актогайском районе Карагандинской области Казахстана. Входит в состав Сарытерекского сельского округа. Код КАТО — 353663200.

## Население
В 1999 году население села составляло 78 человек (45 мужчин и 33 женщины). По данным переписи 2009 года, в селе проживали 64 человека (40 мужчин и 24 женщины).